# Предвзятость
Предвзятость — уклон или точка зрения по представлению или принятию частичной перспективы, часто сопровождается отказом от учёта возможных преимуществ альтернативных точек зрения. Предвзятые мнения приобретаются неявно в культурных контекстах. Люди могут приобрести    предвзятые мнения в отношении индивидуума, этнической группы, нации, религии, социального класса, политической партии, теоретических парадигм и идеологий в научных областях или видов. Предвзятый означает односторонний, не имеющий нейтральной точки зрения или не руководствующийся здравым смыслом. Предвзятость может проявляться во многих формах и связана с предрассудками и интуицией.
В области науки и техники предвзятость является систематической ошибкой.

## Контекстуальная предвзятость

### Научная предвзятость
Научная предвзятость представляет собой предвзятость или предполагаемую предвзятость учёных, которая позволяет их убеждениям формировать их исследования и научное сообщество. Обвинения в предвзятости часто связаны с претензиями консерваторов в отношении широко распространённой предвзятости политических консерваторов и религиозных христиан. Некоторые утверждают, что эти претензии основываются на неподтверждённых сведениях, которые надёжно не свидетельствуют о наличии систематической предвзятости, и предполагают, что этот разрыв обусловлен самостоятельным выбором консерваторов, которые решили не идти по пути научной карьеры. Имеются некоторые свидетельства того, что восприятие аудиторной предвзятости может уходить корнями скорее в вопросы сексуальности, расовой, классовой и половой принадлежности, чем в религию.

### Образовательная предвзятость
Предвзятость в области образования относится к реальной или предполагаемой предвзятости в системе образования. Содержание школьных учебников часто является предметом обсуждения, так как их целевая аудитория — молодые люди, а термин «адаптация» используется для обозначения селективного удаления критических или дискредитирующих фактов или комментариев. Религиозная предвзятость в учебниках наблюдается в странах, в которых религия играет доминирующую роль. Образовательная предвзятость может принимать различные формы. К упускаемым из виду аспектам, особенно в педагогических кругах государственных и частных школ — источники, которые не связаны со снижением уровня доверия или коммерческим обнищанием, которое может быть неоправданно преувеличено — относится учительская предвзятость, а также общая предвзятость в отношении женщин, занимающихся исследованиями в области науки, техники, инженерного дела и математики.

### Предвзятость экспериментатора
В научных исследованиях предвзятость экспериментатора возникает, когда ожидания экспериментатора в отношении результатов исследования оказывают влияние на полученные выводы. К примерам предвзятости экспериментатора относится сознательное или бессознательное влияние на поведение субъекта, включая создание характеристик спроса, которые влияют на темы, а также искажённая или выборочная регистрация самих результатов эксперимента.

### Предвзятость в отношении полных текстов, размещённых в сети
Предвзятость в отношении полных текстов, размещённых в сети (или FUTON), представляет собой тенденцию учёных ссылаться на научные журналы, находящиеся в открытом доступе — то есть, журналы, которые предоставляют бесплатный доступ к полному тексту в Интернете — в своих собственных трудах в большей мере, нежели на публикации с платным доступом. Учёным легче найти и получить доступ к статьям, полный текст которых размещён в Интернете, что увеличивает вероятность чтения, цитирования и включения ссылок на эти статьи для данного автора, это может увеличить фактор влияния журналов, находящихся в открытом доступе по сравнению с журналами, не предоставляющими открытого доступа.
Связанная с этим предвзятость, предвзятость в связи с отсутствием выдержки из статьи, представляет собой тенденцию учёных цитировать журнальные статьи, выдержки из которых доступны онлайн, в большей мере, чем статьи, выдержки из которых не доступны.

### Индуктивная предвзятость
Индуктивная предвзятость возникает в области машинного обучения. В машинном обучении человек стремится разработать алгоритмы, которые способны научить, для прогнозирования определённого результата. Для этого алгоритм обучения проходит через учебные ситуации, которые демонстрируют ожидаемую связь. Затем проводятся испытания обучаемой системы с использованием новых примеров. Без дальнейших предположений эта проблема не может быть решена, равно как и неизвестные ситуации не могут быть предсказуемыми. Индуктивная предвзятость алгоритма обучения — это набор предположений, которые обучаемая система использует для прогнозирования результатов на основе вводных параметров, с которыми она ещё не сталкивалась. Это может привести к предвзятости обучаемой системы к правильным, неправильным или являющимся правильными время от времени решениям. Классическим примером индуктивной предвзятости является принцип бритвы Оккама (закон предпочтительности минимума допущений), в соответствии с которым предполагается, что самая простая последовательная гипотеза является наилучшей.

### Предвзятость средств массовой информации
Предвзятость средств массовой информации представляет собой предвзятость или предполагаемую предвзятость журналистов и авторов новостей в рамках средств массовой информации при выборе событий, историй, которые будут освещаться, и того, как они будут представляться. Этот термин обычно подразумевает скорее вездесущую или широко распространённую предвзятость, нарушающую стандарты журналистики, чем распространённую у отдельных журналистов или в отдельных статьях. Существуют разнообразные формы предвзятости средств массовой информации, включая определение повестки дня, курирование, погоню за сенсациями и другие. Уровень предвзятость средств массовой информации широко обсуждается в различных странах. Существуют также группы бдительности, которые сообщают о предвзятости средств массовой информации.
Практические ограничения нейтральности СМИ включают в себя неспособность журналистов сообщать обо всех имеющихся историях и фактах, требование, чтобы выбранные факты были связаны посредством последовательного повествования, влияние правительства, включая открытую и скрытую цензуру, влияние владельцев источников новостей, концентрация собственности на средства массовой информации, подбор персонала, предпочтения целевой аудитории и давление со стороны рекламодателей.
Предвзятость была особенностью средств массовой информации с момента их зарождения с изобретением печатного станка. Высокая стоимость первого печатного оборудования ограничивала аудиторию СМИ узким кругом людей. Историки обнаружили, что издатели часто служили интересам влиятельных общественных групп.

### Предвзятость публикаций[2]
Предвзятость публикаций — это тип предвзятости в отношении того, какие научные исследования, вероятнее всего, будут опубликованы в связи с тенденцией исследователей и редакторов журналов отдавать большее предпочтение одним результатам, нежели другим, например, результатам, демонстрирующим важный вывод, что приводит к предвзятости проблематики в публикациях. Это может распространяться и далее, поскольку обзоры литературы в отношении претензий о поддержке определённой гипотезы сами будут предвзятыми, если оригинальная литература заражена предвзятостью публикаций. Зачастую оказывается, что исследования со значительными результатами ничем не превосходят исследования с нулевыми результатами в отношении качества проекта. Тем не менее, вероятность публикации работ со статистически значимыми результатами оказывается в три раза выше по сравнению с работами с нулевыми результатами.

### Предвзятость в освещении информации и предвзятость социальных предпочтений
В области эпидемиологических и эмпирических исследований предвзятость в освещении информации определяется как «селективное раскрытие или сокрытие информации» о нежелательном поведении субъектами или исследователями. Это относится к тенденции к недостаточному освещению неожиданных или нежелательных результатов экспериментов при большем доверии к ожидаемым или желательным результатам. Это может распространяться, так как каждый случай укрепляет статус-кво, и последующие экспериментаторы оправдывают свою собственную предвзятость в освещении информации, отмечая, что предыдущие экспериментаторы сообщали о различных результатах.
Предвзятость социальных предпочтений представляет собой предвзятость в научных социальных исследованиях, когда респонденты, участвующие в исследовании, могут иметь склонность отвечать на вопросы таким образом, который будет положительно расценён окружающими. Это может выражаться в завышении показателей похвального поведения или занижении нежелательного поведения. Эта предвзятость влияет на интерпретацию средних тенденций, а также индивидуальных различий. Этот уклон представляет собой серьёзную проблему в отношении самозаполняемых анкет; особую озабоченность вызывают самостоятельно заполненные сведения о способностях, личностных характеристиках, сексуальном поведении и потреблении наркотиков.

## Предрассудки
Обычно считается, что предвзятость и предрассудки тесно связаны между собой. Предрассудок представляет собой преждевременное вынесение решения или формирование мнения до получения информации о соответствующих фактах в отношении того или иного случая. Это слово часто используется для обозначения предвзятых, обычно неблагоприятных суждений в отношении людей или человека в связи с его/её половой принадлежностью, политическими убеждениями, классовой принадлежностью, возрастом, инвалидностью, вероисповеданием, сексуальностью, расовой/этнической принадлежностью, языком, национальностью или другими личными характеристиками. Термин «предрассудок» может также относиться к необоснованным убеждениям и может включать в себя «любое необоснованное отношение, необычайно устойчивое к рациональному влиянию».

### Классизм
Классизм представляет собой дискриминацию, основанную на различиях социальных классов. Он включает в себя отношения, которые приносят пользу высшему классу за счёт более низкого класса или наоборот.

### Дискриминация по внешнему виду
Дискриминация по внешнему виду — это стереотипы, предрассудки и дискриминация в связи с физической привлекательностью или в более общем смысле в отношении людей, чей внешний вид соответствует культурным предпочтениям. Многие люди делают автоматические суждения о других людях на основании их внешности, что оказывает влияние на то, как они реагируют на этих людей.

### Расизм
Расизм состоит из идеологий, основанных на желании доминировать или убеждённости в неполноценности другой расы. Он может также предполагать различное отношение к представителям различных рас.

### Сексизм
Сексизм представляет собой дискриминацию по половому признаку. Сексизм может затронуть представителя любого пола, но особенно часто регистрируется в отношении женщин и девочек. Он связывается со стереотипами и гендерными ролями и может включать в себя убеждённость в том, что один пол по своей природе превосходит другой.